# Falsificación

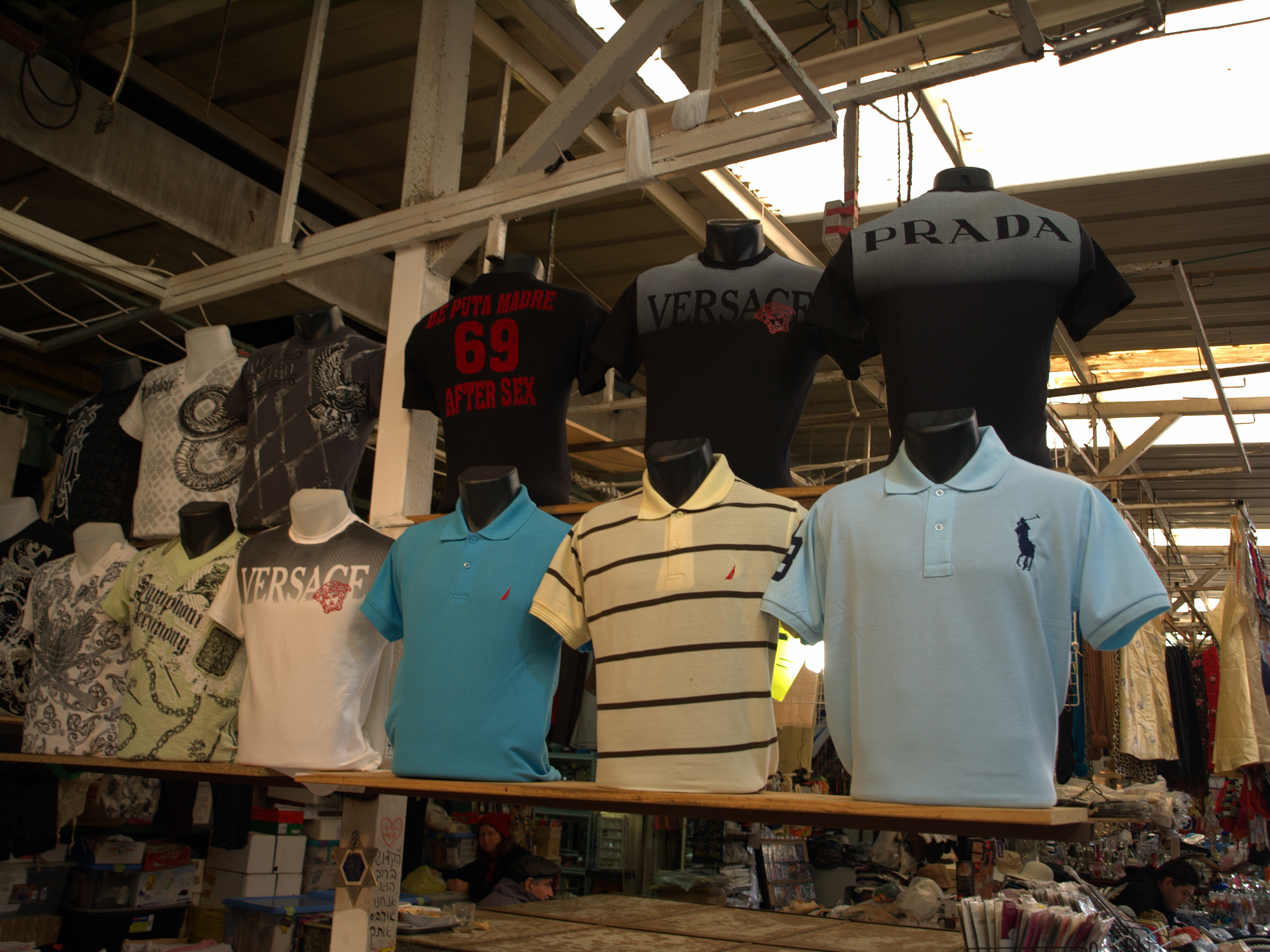
Venta de productos falsificados en un mercado de pulgas

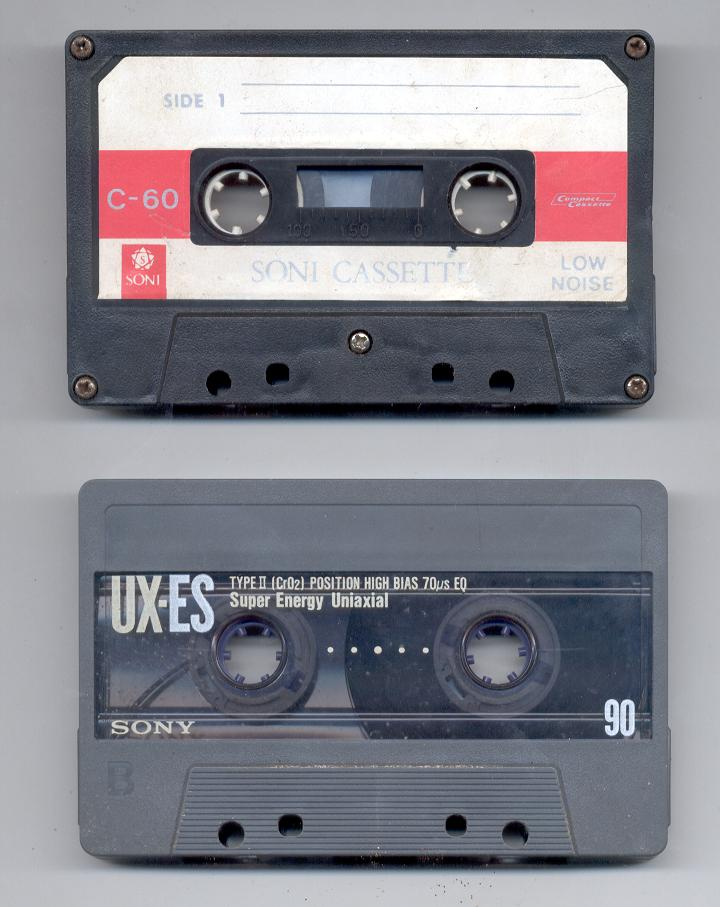
Los falsificadores suelen recurrir a la imitación de marcas comerciales: por ejemplo, compárese la marca SONI (arriba) con el producto SONY original (abajo).

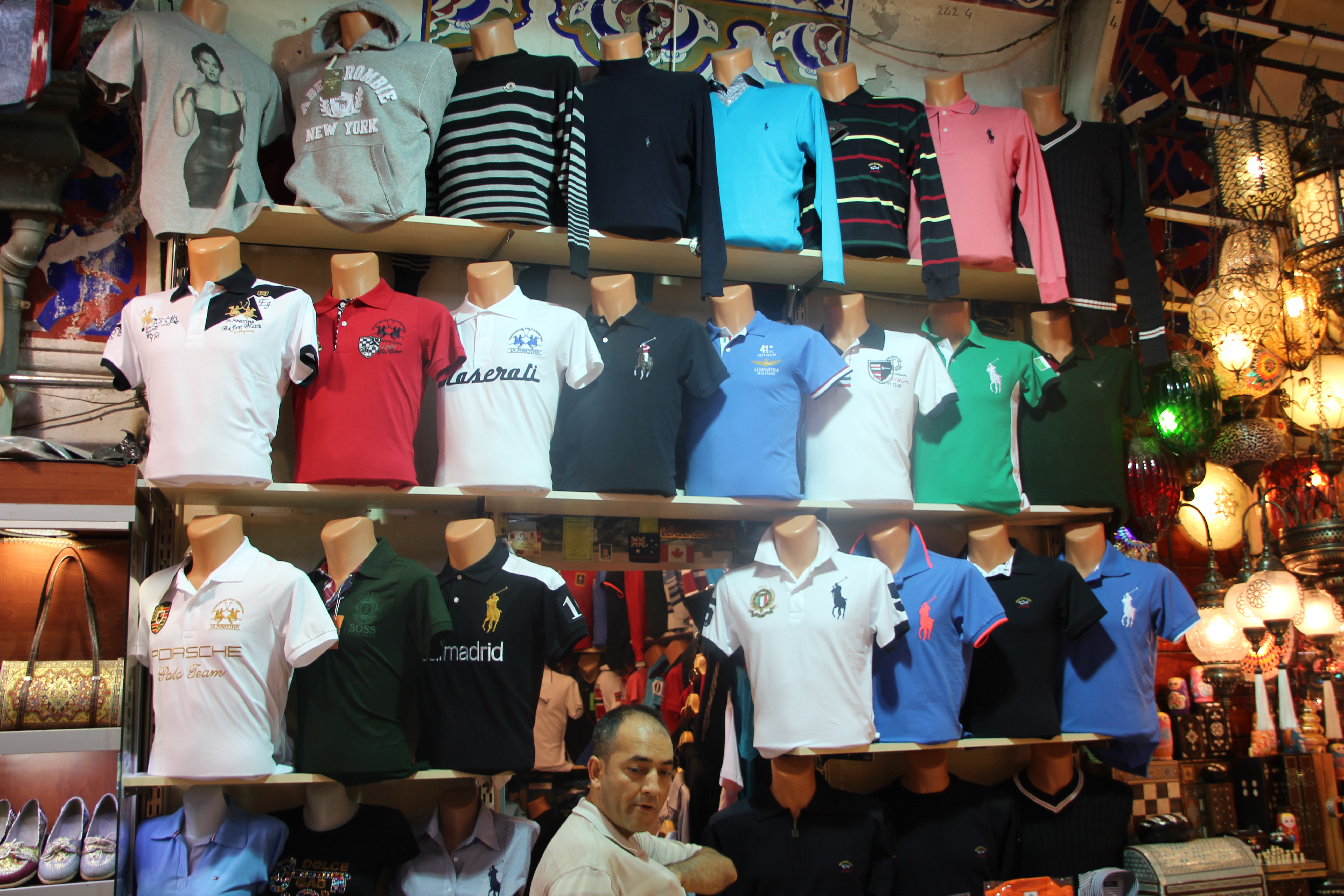
Vestimentas falsificadas en un mercado

La falsificación (también contrahacimiento) es un acto consistente en la creación o modificación de ciertos documentos, efectos, productos (bienes o servicios), con el fin de hacerlos parecer como verdaderos o para alterar o simular la verdad.[cita requerida] Los productos contrafechos son denominados «contrahechuras».
La falsificación es considerada un crimen de «guantes blancos», ya que carece de violencia y en general implica transacciones comerciales. Las falsificaciones pueden realizarse, entre otros, respecto a documentos públicos o privados, monedas, billetes u otros valores, arte y productos de marcas comerciales.
En los primeros casos, es un delito que afecta la fe pública, pudiendo llegar a ser una modalidad de fraude, mientras el último se entiende que es una vulnerabilidad de la propiedad industrial (al ser copias sin licencias, para ser vendidas como si fueran originales).[cita requerida]
Los documentos, monedas y billetes falsos, pueden identificarse por su burda manufactura o por carecer de los dispositivos de seguridad. Por otra parte, en el caso de productos comerciales, pueden identificarse por emplear material de baja calidad, tener diferencias en el diseño u ostentar una marca semejante a otra de reputación, por ejemplo: ASEIKON (en vez de SEIKO), ACASIO (en vez de CASIO), ORIENTEX (en vez de ORIENT), KDK (en vez de TDK), y SONI (en vez de SONY).